# Снелинг (Калифорнија)
Снелинг (енгл. Snelling) насељено је место без административног статуса у америчкој савезној држави Калифорнија.

## Демографија
По попису из 2010. године број становника је 231.
| Група             | 2000.    | 2010.       |
| Белци             | 0 (0,0%) | 188 (81,4%) |
| Афроамериканци    | 0 (0,0%) | 0 (0,0%)    |
| Азијати           | 0 (0,0%) | 6 (2,6%)    |
| Хиспаноамериканци | 0 (0,0%) | 33 (14,3%)  |
| Укупно            | 0        | 231         |